# Каци (кинотрилогия)
Каци — неформальное название кинотрилогии режиссёра Годфри Реджио. Триптих может быть отнесён к жанру экспериментального документального кино, в котором сюжет развивается, не прибегая к вербальному способу выражения мысли. Каждый из трёх фильмов сопровождает музыка, специально написанная композитором Филиппом Глассом.
Включает в себя следующие фильмы:
- Койяанискаци: жизнь, выведенная из равновесия (1982)
- Поваккаци: меняющаяся жизнь (1988)
- Накойкаци: жизнь как война (2002)

## Концепция
Название всех фильмов включает в себя слово «каци», что в переводе с языка хопи означает «жизнь». 
«Любой коренной народ чувствует, что живёт в центре Вселенной. В том месте, где я жил, хопи как раз были коренным народом. Их культура была мне доступна, и я ими очень восхищался… В моем случае я хотел взять категории, характеризующие хопи, и применить их к нам. Мне нужно было слово, у которого не было бы культурного багажа, которое бы никто не знал, мне хотелось представить новое слово. Слово, которое глубже отражает наш мир, глубже, чем мой родной язык… Я склонен считать, что современные языки утратили способность описывать мир, в котором мы живем. Язык стал античным. А язык хопи очень ясный и сильный, он совершенно иначе описывает мир, каждое слово очень сильное и глубокое».
Отсутствие определённых смыслов и ассоциаций у зрителя является следствием того, что фильмы Реджио не рассчитаны на логику, на интеллект: они нацелены на создание чувственного образа. Он называет это «артопсией» (artopsy — от слов art и autopsy, вскрытие трупа), задача которой — разрушить комфортную вуайеристскую атмосферу, когда зритель подсматривает за происходящим как бы в замочную скважину и освободить место для духовного опыта. Искусство же и творчество в принципе для режиссёра не имеет кардинальных противоречий с религиозным мышлением. Данные противоречия возникают между религиозными и творческими предписаниями, установлениями, которые смываются когда речь идет о сознании как таковом, познании человеком мира. 
«Творить — значит выявлять ту правду, которая есть внутри каждого из нас… Подлинное творчество — это непременно реализация собственной веры, внутренней религиозности, присущей каждому человеку. Именно поэтому в настоящем творчестве нет греха».
Фильмы трилогии — фильмы-провокации для смотрящего, их цель не донести ту или иную мысль, но вызвать реакцию, исходящую из личного уникального опыта зрителя, на утверждение его собственного мнения. Реджио называет такие фильмы «автодидактическими», то есть теми, в которых зритель становится героем, историей и содержанием фильма. Художник накладывает на зрителя впечатление, но оно остается «водяным знаком».
«Я не верю в объективность кино, даже если говорить о документалистике. Творить может лишь субъективность… И документальный фильм — это вовсе не правда, а твое понимание правды, истины. То есть тоже субъективность».
Монтаж, которым Реджио и добивается эффекта «водяного знака», имеет сходство с методом дистанционного монтажа. Тем не менее, режиссёр исходит из убеждения, что процесс монтажа является абсолютно иррациональным, интуитивным, поскольку визуальные образы должны сами говорить за себя, а значит, определённого метода существовать не может, поскольку это бы предполагало рациональность ясность киноязыка. Целью же Реджио является передача собственного смутного ощущения, чувства, а не ясной мысли.

## Койяанискаци
«Койяанискаци» — дебют Реджио в качестве режиссёра и продюсера, который впоследствии стал первой частью трилогии «Каци» и создавался в промежутке между 1975 и 1982 годах, большинство кадров было отснято оператором Роном Фрике, некоторые уникальные съемки были взяты из архивов. Название «Койанискаци» переводится как «жизнь, потерявшая равновесие», требующая изменений во имя её продолжения. Фильм представляет собой апокалиптическое видение отношений между урбанизированным, высокотехнологичным обществом и окружающей средой. «Койанискаци», по замыслу режиссёра, является попыткой выявления чудовищной красоты мира, которая воспринимается в качестве таковой, лишь в силу того, что это единственный известный современному человеку образ жизни.
В сюжетной композиции «Кояанискаци» ключевые эпизоды представляют собой общие планы и панорамы города, которые предстают перед зрителем без музыкального сопровождения. Они контрастируют со следами архаики и масштабными съемками природы. Реджио ищет в единстве человека-города-мира человека как личность, откуда появляются статичные портреты, выделенные из массы. Сама же масса же безумна, представленная как бесконечный ассоциативный ряд людей, занятых разнообразной, но одинаковой монотонно-механистичной работой.
Особое развитие получает концепт товарного фетишизма, в рамках которого оригинальность вытесняется стандартной продукцией, копиями копий, репродукциями репродукций, которые создают искусственную окружающую среду, заменяющую природу, которая сводится к ресурсу. Подобная власть над природой — утопия, пытающаяся существовать отдельно от реального мира и разрушающая ощущение собственного предела. Технологический прогресс как утопия современного общества существует только в сознании, является иллюзией, мешающей человеку быть свободным.
"Главной угрозой свободе и субъективности сегодня стала не социальная, а техногенная диктатура. У нас и так слишком мало свободы. Мы подчиняемся множеству необходимостей. Я не могу не есть — я должен есть; я не могу не спать — я должен спать… Я не предсказываю будущее, но могу констатировать: как наркоманы оказываются рабами героина, так человечество оказалось рабом технологий, которые в наши дни стали способом жизни. Более того, они стали для людей новой религией… На мой взгляд, современный фашизм — это не Гитлер, не тоталитарный строй. Фашизм сегодня — это технологическая агрессия, которая поглощает и истребляет мир. И сейчас это для меня самый главный, самый больной вопрос, ради решения которого стоит делать кино.
Заключительной сценой «Кояанискаци» является знаменитый старт и взрыв космического корабля (хотя ракеты разные — «Сатурн-5» и «Атлас»), сменяющаяся наскальными рисунками, которые являются ключевыми и представляются в качестве альтернативы. Эффектный взлет и гибель являются символом прискорбной траектории человеческой культуры.
Фильм добился определённой популярности в 80-х годах и стал одним из лидеров американского видеопроката, наряду с «Заводным апельсином» Стэнли Кубрика и «Головой-ластиком» Дэвида Линча. Фильм вошел в постоянный фонд семи международных институтов искусствоведения, среди которых Национальный регистр кинофильмов США Библиотеки Конгресса, Музей современного искусства и Британский институт киноискусств.

## Поваккаци
«Поваккаци» (1988) — второй фильм трилогии, в основе которого заложены гуманистические идеи, что естественно для Реджио, известного своей продолжительной благотворительной деятельностью, интересы которого не ограничивались разрушительным воздействием современного общества по отношению к природе, но и самим человеком, а в особенности выходцем из бедных слоев населения.
«Поваккаци» означает «жизнь в трансформации». Режиссёр делает попытку уловить тот отпечаток, который был наложен технологическим прогрессом на древние культуры, на их исчезающее великолепие. В фильме, съемки которого продолжались с 1985 по 1987, фокус делается на процессах глобализации и исчезающих особенностях древней культуры так называемых третьего мира: культурах Азии, Индии, Африки, Ближнего Востока и Южной Америки. В течение шести месяцев режиссёр со своей съемочной группой побывал в 12 странах, включая Индию, Египет, Бразилию, Перу, Кению, Непал и Нигерию, там он производил съемки обычных людей за работой и во время отдыха, пытался проследить их взаимоотношения с внедряющимися в традиционную жизнь технологиями.
В то время как в «Койяанискаци» имеет в качестве основной темы дисбаланс природы и современного общества, «Поваккаци» является торжеством человеческого созидания, духовного совершенствования, творчества и красоты уникального — глаз индийского ребёнка или гобелена, сотканного женщиной из Катманду. Особенно ярко показывается контраст существующих способов жизни, и того, как эти способы меняются, впоследствии механизации и внедрения технологий — локальные поселения разрастаются до мегаполисов, что имеет, по мнению Реджио, негативный эффект. Некоторые кадры, запечатлевают коренное население маленьких деревень, население которых на грани исчезновения, как и огромный культурный пласт, носителями которого они являются — их глаза выражают тревогу.
Тем не менее, «Поваккаци» не является, по словам Реджио, фильмом о том, что должно существовать, а что нет, его цель состоит в том, чтобы уловить изменения в из разнообразии, не объясняя. Культуры, умирающие и процветающие, благодаря индустрии или во имя неё, сливаются в симфонию. Следуя этой идее музыка Гласса, написанная специально к фильму, сочетает в себе использование национальных, классических и электронных инструментов, особенный упор делается на племенной ритм, пронизывающий все музыкальное сопровождение фильма.

## Накойкаци
«Накойкаци» — заключительная часть трилогии, выпущенная в 2002 году. Фильм задуман как хроника самых значительных событий, предшествующих 50 лет, знаменующих собой переход от природы к её технологическому двойнику. Природа, по мнению режиссёра, представляла единство, постигаемое через чудо разнообразия жизни. Новая же природа достигает единство посредством создания гомогенной технологической среды, в которой человек становится записывающим устройством чудес во всеобхватывающем информационном парке развлечений. Технологии становятся образом жизни каждого отдельного человека, которые становятся необходимыми как воздух. Бесконечный мир техники потребляет конечную природу, перерабатывая её в новые формы.

«Накойкаци» означает «жизнь как война», выражение агрессии против жизненной силы, попытка её окончательного порабощения человеком как самая тотальное сражение, происходящие вне поля сражения. Это «путешествие в никуда», которое, тем не менее, приводит нас куда угодно. Место сражения — это виртуальные образы, уничтожающие всех старых богов и создающие новый пантеон, который составляет замкнутый круг компьютерной сети. Образ становится местом действия. 
"Фильмы «Поваккаци» и «Накойкаци» разделяют пятнадцать лет, период, казалось бы, небольшой. Однако между эстетикой кадра 80-х и нулевых пролегла бездна цифровых технологий. Цифровое изображение и связанные с ним инновационные технологии вынудили Реджио обновить собственный стиль. Однако мэтру это стоит все больших усилий. В интервью телеканалу «24_DOC» режиссёр посетовал, что визуальный язык его фильмов, основанный на эксплуатации знаков массовой культуры, в итоге «был пожран этим огромным зверем, который уничтожает все достойное в мире.» — пишет в своей статье М. Ф. Казючиц «Человек — это открытый проект».
Отличительная черта фильма — полная виртуализация визуального ряда. Фильм начинается со съемок опустевших зданий, на руинах которых, строится новый мир — виртуальный. Важным символом, задающим настроение всей киноленте, является изображение Вавилонской башни, соединяющей небо и землю. У Реджио совершается акт виртуального творения, который больше не имеет ограничений — план камеры уходит в космос и приходит к бесконечным ассоциативным рядам архивных материалов, информационных выпусков, спортивных трансляций, рекламы, хроники.
История в пространстве, создаваемом в «Накойкаци», представляется немыслимой, поскольку все сосуществует сегодня, а земной шар превратился в маленькую иконку на экране компьютера, означающею интернет. Люди, по мнению Реджио, становятся киборгами, инопланетянами на собственной планете, а жизнь — промышленным конвейером, таким образом, «Накойкаци» доводит до предела апокалиптический мотив всей трилогии.